# Koreansk (sprog)
Koreansk er et sprog som tales af ca. 80 millioner mennesker verden over. Det er officielt sprog i både Nord- og Sydkorea og tales dertil af betydelige mindretal i bl.a. Kina, Australien, Japan, Canada og USA.
Det koreanske sprogs klassifikation er omstridt. En del lingvister henregner det til den altaiske sprogfamilie (der bl.a. også omfatter tyrkisk), medens andre mener, at det udgør et isoleret sprog. Koreansk udviser dertil en række syntaktiske ligheder med japansk og klassificeres derfor undertiden sammen med dette. Morfologisk set er koreansk et agglutinerende sprog og syntaktisk set er det et SOV-sprog, dvs. at den normale led-rækkefølge er subjekt-objekt-verbum. En simpel koreansk sætning demonstrerer begge disse karakteristika:
저는 그녀를 사랑합니다 = Jeg elsker hende. 
Direkte oversat står der: 'Jeg hende elsker'. Tegnene 는 og 를 angiver henholdsvis sætningens subjekt ('jeg') og direkte objekt ('hende').
Det koreanske skriftsprog, hangul (한글, i Sydkorea) eller chosŏn'gŭl, (조선글, i Nord-Korea) er alfabetisk og fonetisk. I Sydkorea bruges undertiden også kinesiske skrifttegn, kaldet hanja (한자).

## Skriftsystem
Hovedartikkel: Hangul
Koreansk blev oprindelig skrevet med kinesiske tegn kaldet hanja. Nu skriver man et unikt alfabetisk skrift hangul indført af Kong Sejong i 1443. I Sydkorea skrives navne med hangul, men nogle blander dem med hanja. I Nordkorea bruger man bare hangul. Ved translitterering af koreansk bruges flere forskellige systemer. I Nordkorea bruges officielt McCune-Reischauer-systemet. I 2000 gik Sydkorea over til officielt brug af en revideret romanisering, som ses i tabellen nedenfor. I tillæg findes Yale-romaniseringen, som i hovedsagen benyttes af lingvister.

### Vokaler
| Hangul       | ㅏ | ㅐ | ㅑ | ㅒ  | ㅓ | ㅔ | ㅕ  | ㅖ | ㅗ | ㅘ | ㅙ  | ㅚ | ㅛ | ㅜ | ㅝ | ㅞ | ㅟ | ㅠ | ㅡ | ㅢ | ㅣ |
| Romanisering | a  | ae | ya | yae | eo | e  | yeo | ye | o  | wa | wae | oe | yo | u  | wo | we | wi | yu | eu | ui | i  |

### Konsonanter
| Hangul       | Hangul                             | ㄱ | ㄲ | ㄴ | ㄷ | ㄸ | ㄹ | ㅁ | ㅂ | ㅃ | ㅅ | ㅆ | ㅇ | ㅈ | ㅉ | ㅊ | ㅋ | ㅌ | ㅍ | ㅎ |
| Romanisering | Før vokal                          | g  | kk | n  | d  | tt | r  | m  | b  | pp | s  | ss | -  | j  | jj | ch | k  | t  | p  | h  |
| Romanisering | Før konsonant eller sidst i et ord | k  | k  | n  | t  | -  | l  | m  | p  | -  | t  | t  | ng | t  | -  | t  | k  | t  | p  | t  |

Hangul skrives som stavelsesblokke. For eksempel skrives ordet hangul som 한글, hvor det første tegn er sammensat af tegnene ㅎ (h), ㅏ (a) og ㄴ (n), og det sidste tegn er sammensat af ㄱ (g/k), ㅡ (normalt eu, men her gengivet som u) og ㄹ (r/l). Når en vokal indleder en stavelse, skriver man først tegnet ㅇ, som det kan ses på figuren ovenfor og i ord som 우유 (uyu, 'mælk'). Bemærk at ㅇ i denne forbindelse ikke udtales, men det udtales som ng sidst i en stavelse. Det bør også nævnes, at der er undtagelser fra de generelle regler, den reviderede romanisering opstiller, fx udtales tegnet ㅈ som ch, når det indleder et ord.

## Ærbødighed og formalitetsniveau
Mange koreanere lægger vægt på, at man udtrykker sig tilpas ærefuldt eller formelt i forskellige situationer. Dette gøres ved at bøje verber og adjektiver forskelligt og ved at omtale personer med forskellige ord, for eksempel 나 ('jeg', ikke ærefuldt) og 저 ('jeg', ærefuldt). På baggrund af kontrasterne formel/uformel og ærefuld/ikke ærefuld, kan man opstille følgende fire kategorier:

### Ærefuld og formel
Denne form bruges, når man tiltaler folk, der kræver eller fortjener særlig respekt, for eksempel autoriteter og ældre personer. Den bruges også i en række faste vendinger, for eksempel 감사합니다 ('tak'), skønt der dog også er måder at sige tak uden at være formel eller ærefuld. Eksempelsætningen i indledningen er skrevet i den ærefulde og formelle form. 

### Ærefuld og uformel
Dette er den alment høflige form, som kan anvendes over for de fleste mennesker, man møder: personer der er ældre eller har højere status end en selv, kunder, fremmede og bekendte, som man ikke helt ved, om man er dus med. 

### Ikke ærefuld, men formel
Denne form er den mest almindelige på skrift, når man henvender sig til mere end én person. I denne situation kan det være umuligt at tilpasse tonen til alle modtagere, og det vil tit også virke overflødigt at vise læseren særlige hensyn, når man i en skøn- eller faglitterær tekst for det meste ikke adresserer vedkommende direkte. Formen kan også bruges, når man taler med sig selv.

### Hverken ærefuld eller formel
Denne form kan bruges, når man taler med folk, der er yngre eller har lavere status end en selv. Den kan også bruges over for andre personer, hvis man kender dem godt og er på god talefod med dem.

## Dialekter
Koreanske dialekter følger i stor grad koreansk geografi. Det koreanske sprog består i hovedsagen af ni forskellige dialekter, som ikke bare følger halvøens bjerge og bjergkæder, men også grænserne mellem Koreas regioner. Dialekterne har fået navne efter de otte provinser. Kun Jeju-dialekten er meget forskellig fra de andre dialekter. Nogle lingvister er af den opfattelse, at Jeju-dialekten udgør et selvstændigt sprog forskelligt fra koreansk.

### Standarddialekter
- Seoul-dialekten er standarddialekten i Sydkorea og bruges i Seoul, Inchon og Gyeonggi i Sydkorea samt i området omkring Kaesong i Nordkorea.
- Pyongan-dialekten er standarddialekten i Nordkorea og bruges i Pyongyang, Pyongan-regionen og i provinsen Chagang.

### Regionale dialekter
- Chungcheong-dialekten bruges i Chungcheong-regionen i Sydkorea, inklusive Daejeon by.
- Gangwon-dialekten bruges i provinsen Gangwon i Sydkorea og i den nordkoreanske naboprovins Kangwon.
- Gyeongsang-dialekten bruges i Gyeongsang-regionen i Sydkorea, inklusive byerne Pusan, Daegu og Ulsan.
- Hamgyong-dialekten bruges i Hamgyong-regionen i Ryanggang-provinsen i Nordkorea.
- Hwanghae-dialekten bruges i Hwanghae-regionen i Nordkorea.
- Jeolla-dialeken bruges i Jeolla-regionen i Sydkorea, inklusive Gwangju by.
- Jeju-dialekten bruges på øen Jeju sydvest for den koreanske halvø.